# Celosia
Celosia L. è un genere di piante della famiglia Amaranthaceae, con infiorescenze a forma di spiga.

## Descrizione
Le specie di Celosia presentano un portamento compatto, con stelo succulento e foglie lanceolate, di colore verde chiaro. Produce, nel periodo estivo, dei fiori appariscenti formati da ventagli rigidi, di colore cremisi, di dimensioni che possono arrivare fino ai 12 cm, assumendo un aspetto vellutato.

## Distribuzione e habitat
Il genere è presente in America, Africa e Asia.

## Tassonomia
Il genere comprende le seguenti specie:
- Celosia angustifolia Schinz
- Celosia anthelminthica Asch.
- Celosia argentea L.
- Celosia bakeri C.C.Towns.
- Celosia baronii Cavaco
- Celosia benguellensis C.C.Towns.
- Celosia bonnivairii Schinz
- Celosia brasiliensis Moq.
- Celosia brevispicata C.C.Towns.
- Celosia chenopodiifolia Baker
- Celosia chiapensis Brandegee
- Celosia corymbifera Didr.
- Celosia elegantissima Hauman
- Celosia expansifila C.C.Towns.
- Celosia fadenorum C.C.Towns.
- Celosia floribunda A.Gray
- Celosia globosa Schinz
- Celosia grandifolia Moq.
- Celosia hastata Lopr.
- Celosia humbertiana Cavaco
- Celosia isertii C.C.Towns.
- Celosia leptostachya Benth.
- Celosia loandensis Baker
- Celosia longifolia Mart.
- Celosia moquinii Guill. ex Moq.
- Celosia nervosa C.C.Towns.
- Celosia nitida Vahl
- Celosia orcuttii Greenm.
- Celosia palmeri S.Watson
- Celosia pandurata Baker
- Celosia patentiloba C.C.Towns.
- Celosia persicaria Schinz
- Celosia polygonoides Retz.
- Celosia polystachya (Forssk.) C.C.Towns.
- Celosia pseudovirgata Schinz
- Celosia pulchella Moq.
- Celosia richardsiae C.C.Towns.
- Celosia salicifolia Lopr.
- Celosia schweinfurthiana Schinz
- Celosia staticodes Hiern
- Celosia stuhlmanniana Schinz
- Celosia taitoensis Hayata
- Celosia trigyna L.
- Celosia triuncinella Schinz
- Celosia vanderystii Schinz
- Celosia virgata Jacq.

## Coltivazione
La pianta è perenne ma è coltivata quasi esclusivamente come annuale, temendo fortemente il freddo. Predilige una posizione luminosa con una temperatura d'ambiente superiore ai 15°.
Si propaga per seme in primavera.

## Curiosità
C. caracas è l'unica specie che produce fiori composti da petali simili a piume colorate, che possono essere essiccati a fini decorativi.